# Карншор (мис)
Мис Карншор (ірл. Carn tSóir, гальська An Carn) — мис у південно-східній Ірландії в графстві Уексфорд, на острові з тією ж назвою, над протокою Святого Георга.
На мисі знаходиться вітрова електростанція, відкрита у 2003 році. Електростанція складається із 14 турбін типу Vestas 850 kW загальною потужністю понад 12 MW.